# Kevin Churko

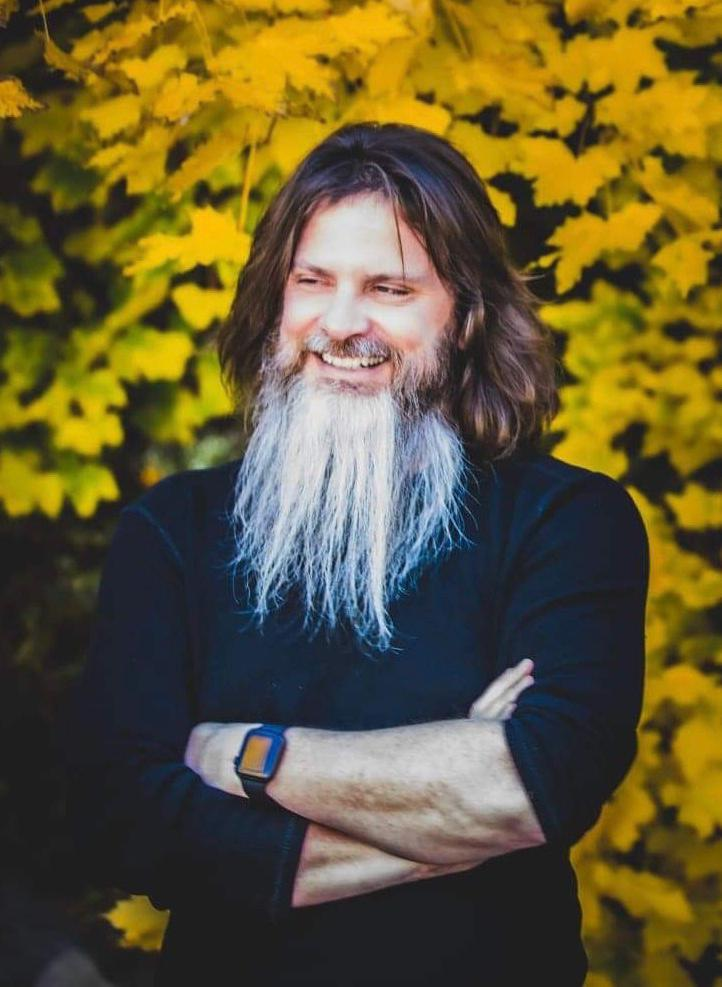
Kevin Churko (2020)

Kevin Gregory Churko (* 19. Januar 1968 in Moose Jaw, Saskatchewan) ist ein kanadischer Musikproduzent, Musiker, Toningenieur und Songwriter.

## Werdegang
Churko erlernte sein Handwerk als Produzent bei Robert „Mutt“ Lange in der Schweiz. Nach seiner Rückkehr arbeitete er zunächst in Los Angeles, bevor er sich 2011 in Las Vegas niederließ. Im Januar 2016 kaufte Churko das Hideout Recording Studio am Las Vegas Boulevard. Kevin Churko gewann bei den Juno Awards viermal den Preis als bester Toningenieur.
Er produzierte Alben von Bands und Künstlern wie Disturbed, Five Finger Death Punch, In This Moment und Ozzy Osbourne. Als Toningenieur war er Produktionen für Künstlern wie Michael Bolton, The Corrs, Robert Downey Jr., Britney Spears, Ringo Starr und Shania Twain beteiligt.